# Wojskowe Organizacje Bolszewików

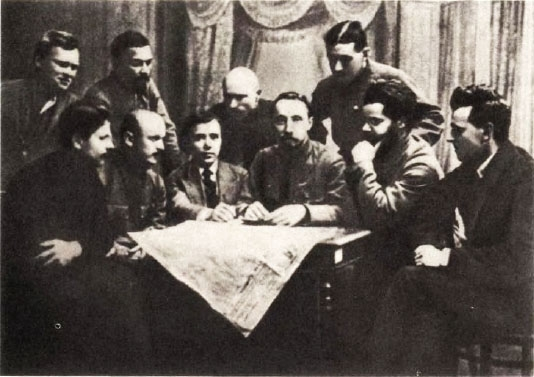
Przedstawiciele Wojskowej Organizacji Bolszewików przy Komitecie Centralnym Socjaldemokratycznej Partii Robotniczej Rosji (bolszewików)

Wojskowe Organizacje Bolszewików (ros. Военные организации большевиков, Военка; w skrócie: Wojenka) – zbrojne ramię Socjaldemokratycznej Partii Robotniczej Rosji (bolszewików), mające na celu sianie propagandy rewolucyjnej wśród żołnierzy Cesarskiej Armii Rosyjskiej. Pierwsze organizacje powstały w latach 1905–1907 (po rewolucji 1905 roku), później kilka z nich powstało jeszcze po rozpoczęciu I wojny światowej. Największą aktywność organizacje te prowadziły po rewolucji lutowej a także brały udział w przygotowywaniu przewrotu bolszewickiego (rewolucji październikowej). Po rozwiązaniu Cesarskiej Armii Rosyjskiej, Bolszewickie Organizacje Wojskowe także zostały zniesione na rzecz nowo formującej się Armii Czerwonej.
Wojskowe Organizacje Bolszewików istniały na wszystkich frontach rewolucji. Największe z nich umiejscowione były w Piotrogrodzie, Moskwie, Kronsztadzie, Helsingfors, Saratowie oraz Krasnojarsku. Aktywnie brały udział w propagowaniu programu agrarnego tworzonego przez bolszewików, uczestniczyły w pracach nad organizacją komisji żołnierskich oraz wysyłały agitatorów do wsi. Wspierały również komitety rewolucyjne oraz komitety wojskowo-rewolucyjne. W przededniu przewrotu bolszewickiego (rewolucji październikowej) liczba członków Wojskowych Organizacji Bolszewickich wynosiła około 50 tysięcy. 
W tworzeniu Wojskowych Organizacji Bolszewickich brali udział między innymi: Władimir Antonow-Owsiejenko, Klimient Woroszyłow, Pawieł Dybienko, Siergiej Kirow, Nikołaj Krylenko, Aleksandr Miasnikian, Michaił Frunze oraz Jemieljan Jarosławski.
Wojskowe Organizacje Bolszewickie tworzyły własne pisma takie jak: „Sołdatskaja prawda” (wydawana w Piotrogrodzie), „Raboczij i sołdat” (później przemianowane na „Sołdat”) czy „Dieriewienskaja biednota”. Inne pisma wydawane przez Wojskowe Organizacje Bolszewickie to: „Wołna” (Helsingfors), „Zwiezda” (Mińsk) lub „Znamia bor´by” (Wyborg).
W listopadzie 1917 Biuro Wojskowej Organizacji Bolszewickiej przy Socjaldemokratycznej Partii Robotniczej Rosji (bolszewików) wydało rozporządzenie, w którym przedstawiono plany budowy nowej armii. 26 grudnia 1917 rozpoczęło się Walne Zgromadzenie Komitetu Centralnego Socjaldemokratycznej Partii Robotniczej Rosji (bolszewików), które zatwierdziło utworzenie armii ochotniczej złożonej z minimum 300 tysięcy żołnierzy.
Wartość Wojskowych Organizacji Bolszewickich spadła z powodu demobilizacji Cesarskiej Armii Rosyjskiej oraz po sformowaniu Armii Czerwonej. VII Zjazd Rosyjskiej Komunistycznej Partii (bolszewików) zadecydował o zlikwidowaniu wszystkich Wojskowych Organizacji Bolszewickich.